# Lucky Number (album)
Albums de Jolin Tsai
Show Your Love Concert
(2001) Together
(2001)
Albums par Jolin Tsai
Show Your Love
(2000) Magic
(2003)
Lucky Number est le quatrième album studio de la chanteuse Jolin Tsai, sorti le 7 juillet 2001 sous le label Universal Music.

## Liste des titres
| No  | Titre                                                                         | Durée |
| --- | ----------------------------------------------------------------------------- | ----- |
| 1.  | Bridge over Troubled Water                                                    | 4:36  |
| 2.  | Kan Jin Wo (看緊我, Watch Over Me)                                            | 3:40  |
| 3.  | Lucky Number                                                                  | 4:18  |
| 4.  | Ru Guo Bu Xiang Yao (如果不想要, If I Don't Want)                             | 4:12  |
| 5.  | Bu Shao (捕手, Catcher)                                                       | 3:55  |
| 6.  | Take It Easy                                                                  | 3:52  |
| 7.  | Zhi You Yi Ge Ni (只有一個你, Only One of You)                                | 4:24  |
| 8.  | Ni Shi Mo Lin Hua Du Shuo Bu Qing (你怎麼連話都說不清楚, Can't Speak Clearly) | 5:05  |
| 9.  | Surprise                                                                      | 3:09  |
| 10. | You Wo (由我, Let Me Alone)                                                   | 4:05  |
| 11. | Qing Bu Zi Jin (情不自禁, Where the Dream Takes You)                          | 3:59  |